# Râul Singureni
Râul Singureni este un râu din România, afluent al râului Puțul Butii.